# Rob Wellwood
Rob Wellwood – kanadyjski zapaśnik walczący w stylu wolnym. Wicemistrz Wspólnoty Narodów w 1993. Brązowy medalista igrzysk frankofońskich w 1994 roku.